# Тит Квинкций Цинциннат Капитолин
Тит Кви́нкций Цинцинна́т Капитоли́н (лат. Titus Quinctius Cincinnatus Capitolinus) — римский политический деятель начала IV века до н. э.
Капитолин был выходцем из знатного рода Квинкциев. В 388, 385  и 384 годах он был военным трибуном с консульской властью. В 385 до н. э. Капитолин также был начальником конницы при диктаторе Авле Корнелии Коссе, а в 380 до н. э. сам стал диктатором во время войны с пренестинцами. Он одержал решительную победу над ними на берегу Аллии и за девять дней захватил девять городов.